# Nafanasso
Nafanasso est  une localité située dans le département de Koloko de la province du Kénédougou dans la région des Hauts-Bassins au Burkina Faso.

## Géographie
Nafanasso est située à 8 km de Koloko et à 5 km de Sokoroni. La commune se trouve à 2 km de la frontière malienne.

## Santé et éducation
Le centre de soins le plus proche de Nafanasso est le centre de santé et de promotion sociale (CSPS) de Sokoroni tandis que le centre médical avec antenne chirurgicale (CMA) le plus proche est à Orodara et que le centre hospitalier régional (CHR) est le CHU Souro-Sanon de Bobo-Dioulasso.
Le village possède une école primaire publique.